# Terminalia pellucida
Terminalia pellucida är en tvåhjärtbladig växtart som beskrevs av Presl. Terminalia pellucida ingår i släktet Terminalia och familjen Combretaceae. Inga underarter finns listade i Catalogue of Life.